# 선윙 항공
선윙 항공(영어: Sunwing Airlines)은 캐나다의 저비용 항공사로 몬트리올 피에르 엘리오트 트뤼도 국제공항, 토론토 피어슨 국제공항이 허브 공항으로 2005년에 설립 했으며 본사는 캐나다 온타리오주 토론토에 위치해 있다.

## 보유 기종
- 2021년 4월 기준으로 선윙 항공은 다음과 같이 보유하고 있으며 평균 기령은 8.2년이다.[1]

## 사진

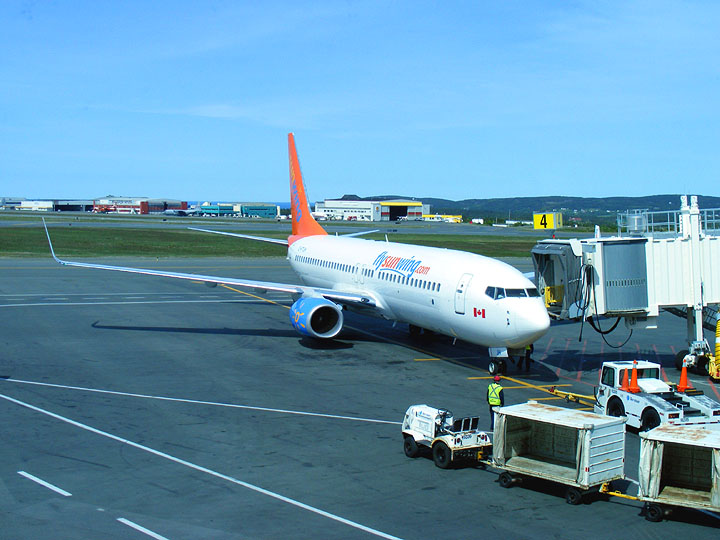
선윙 항공의 보잉 737-800
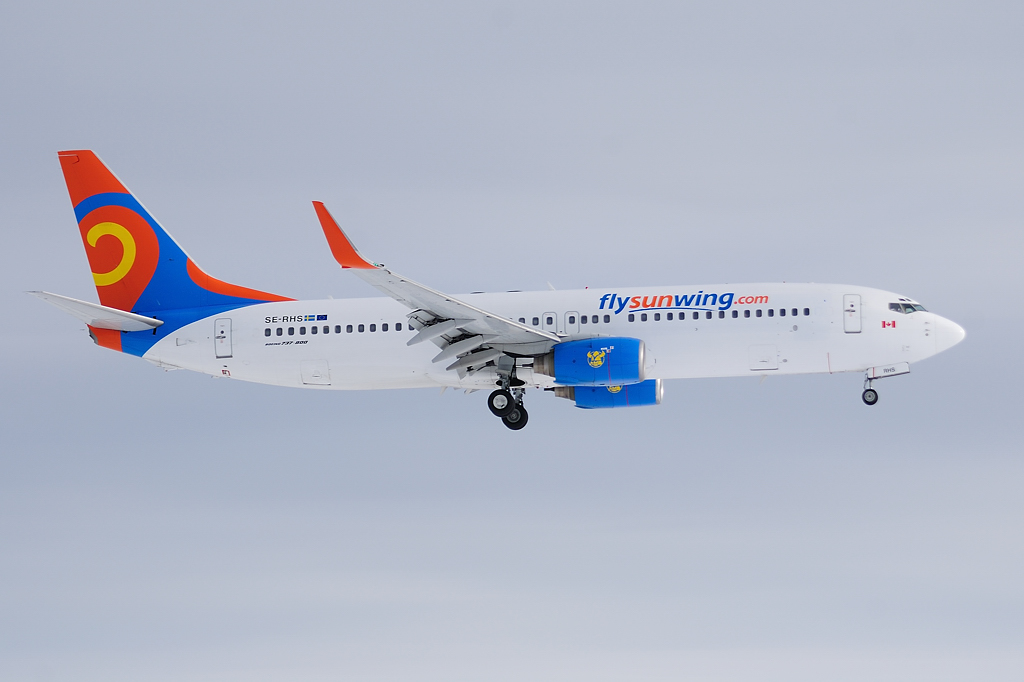
선윙 항공의 보잉 737-800
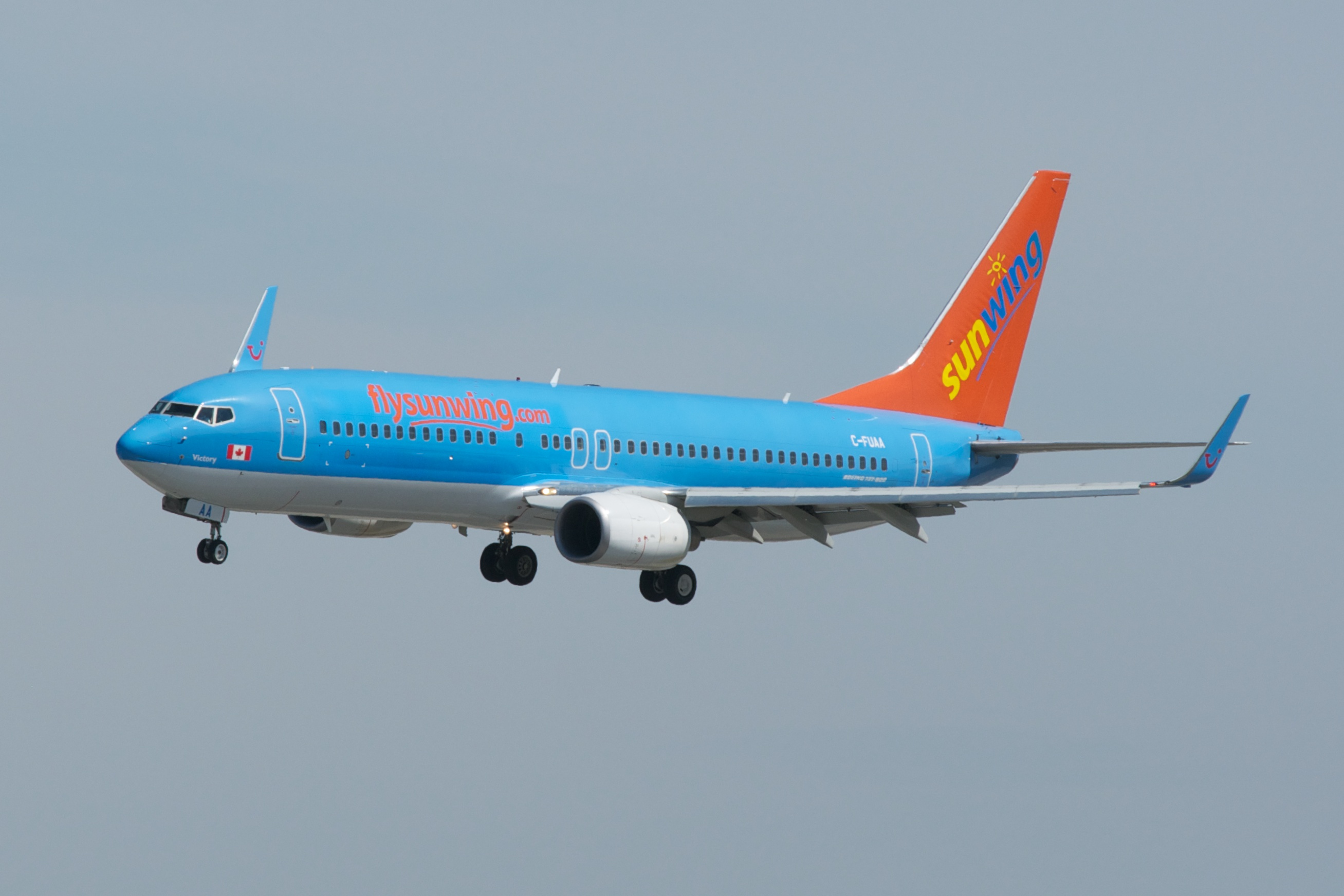
선윙 항공의 보잉 737-800